# Karl Müller (bryolog)
Karl Müller, född 16 december 1818, död 9 februari 1899, var en tysk botaniker.
Müller studerade först farmakologi och farmaci, men ägnade sig efter 1843 åt botanik, särskilt bryologi, och blev en framstående kännare av bladmossor, särskilt exotiska. Hans stora mossherbarium med över 10 000 arter förvaras på botaniska museet i Berlin. Müller redigerade 1852−96 tidskriften Die Natur.
Müller utgav Synopsis muscorum frondosorum (2 band, 1849-51), Deutschlands Moose (1953) samt populärvetenskapliga arbeten, bland annat Das Buch der Pflandzenwelt (2 band, 1857). Ett sammanfattande verk över samtliga beskrivna bladmossor utgavs efter hans död genom Karl Schliephacke.
Auktorsnamnet Müll.Hall. kan användas för Karl Müller (bryolog) i samband med ett vetenskapligt namn inom botaniken; se Wikipediaartiklar som länkar till auktorsnamnet.